# Landösjön
Landösjön (Landögssjön) är 3 mil lång, men ganska smal sjö i Offerdals socken i Krokoms kommun i Jämtland och ingår i Indalsälvens huvudavrinningsområde. Sjön är 79 meter djup, har en yta på 46 kvadratkilometer och befinner sig 320 meter över havet. Sjön avvattnas av vattendraget Långan (Storån).
I övre ändan av sjön ligger Rönnöfors där det finns lämningar efter ett järnbruk.
Långan avvattnar sjön till Indalsälven. På sjöns norra sida (Nola sjön) ligger byarna Vejmon, Trången, Fiskviken, Anvågen, Enarsvedjan, Tjärnåsen, Brattmon, Rismon, Kittelberget och Landön. På sjöns södra sida ligger Offerdalsbyn Lien.
Landösjön är även den enda sjön i Sverige som har två sportfiskerekord. Den 2 augusti 2007 togs en röding på 10,83 kg och den 18 maj 2021 togs en kanadaröding som vägde 13,975 kg.

## Delavrinningsområde
Landösjön ingår i delavrinningsområde (705580-141300) som SMHI kallar för Utloppet av Landögssjön. Medelhöjden är 364 meter över havet och ytan är 141,48 kvadratkilometer. Räknas de 162 avrinningsområdena uppströms in blir den ackumulerade arean 1 453,62 kvadratkilometer. Långan (Storån) som avvattnar avrinningsområdet har biflödesordning 2, vilket innebär att vattnet flödar genom totalt 2 vattendrag innan det når havet efter 237 kilometer. Avrinningsområdet består mestadels av skog (56 procent). Avrinningsområdet har 46,5 kvadratkilometer vattenytor vilket ger det en sjöprocent på 32,8 procent.